# Leucostele
Leucostele ist eine Pflanzengattung aus der Familie der Kakteengewächse (Cactaceae). Der botanische Name der Gattung bedeutet „weiße Säule“ und verweist auf die vielen langen und biegsamen weißen, mit zunehmendem Alter eher grauen, fast borstigen Stacheln.

## Beschreibung
Für die Gattung gibt Backeberg an, dass die Dornen im oberen Pflanzenkörper der riesenhaften Pflanzen länger und weicher sind, Ähnlichkeit zu einem Pseudocephalium besitzen, sich dennoch deutlich davon unterscheiden.

## Systematik und Verbreitung
Die Arten der Gattung Leucostele sind in Argentinien, Bolivien und Chile beheimatet.
Die Erstbeschreibung durch Curt Backeberg wurde 1953 veröffentlicht. Die Typusart der Gattung ist Leucostele rivieri.

### Systematik nach N.Korotkova et al. (2021)
Die Gattung umfasst folgenden Arten:
- Leucostele atacamensis (Phil.) Schlumpb.
  - Leucostele atacamensis subsp. atacamensis
  - Leucostele atacamensis subsp. pasacana (F.A.C.Weber ex Rümpler) Schlumpb.
- Leucostele bolligeriana (Mächler & Helmut Walter) Schlumpb.
- Leucostele chiloensis (Colla) Schlumpb.
  - Leucostele chiloensis subsp. australis (F.Ritter) Schlumpb.
  - Leucostele chiloensis subsp. chiloensis
  - Leucostele chiloensis subsp. eburneus (K.Schum.) Schlumpb.
  - Leucostele chiloensis subsp. panhoplites (K.Schum.) Schlumpb.
- Leucostele deserticola (Werderm.) Schlumpb.
- Leucostele faundezii (Albesiano) Schlumpb.
- Leucostele litoralis (Johow) P.C.Guerrero & Helmut Walter
- Leucostele nigripilis (Phil). P.C.Guerrero & Helmut Walter
- Leucostele pectinifera (Albesiano) Schlumpb.
- Leucostele skottsbergii (Backeb.) P.C.Guerrero & Helmut Walter
- Leucostele terscheckii (J.Parm ex Pfeiff.) Schlumpb.
- Leucostele tunariensis (Cárdenas) Schlumpb.
- Leucostele undulosa (Albesiano) Schlumpb.
- Leucostele werdermanniana (Backeb.) Schlumpb.